# Triangularia angulispora
Triangularia angulispora är en svampart som beskrevs av Cain & Farrow 1956. Triangularia angulispora ingår i släktet Triangularia och familjen Lasiosphaeriaceae.   Inga underarter finns listade i Catalogue of Life.